# 적작약
적작약(赤芍藥)은 작약과에 속하며 중국을 기원으로 중앙아시아와 남유럽을 원산으로 하는 여러해살이풀이다. 우리나라에서는 꽃 모양이 넉넉해 함박꽃이라고 불리며 예로부터 관상 및 약용으로 재배되었다.
중국에서는 모란을 화왕(花王)이라 하여 꽃 중에 제일로 꼽았고, 작약은 화상(花相)이라 하여 모란 다음의 꽃으로 여겼다
높이는 1m 내외이고 꽃 색깔에 따라 백작약, 적작약으로 나누기도 한다. 꽃이 아름다워 옛날부터 관상용으로 널리 재배해 왔으며 반 그늘진 곳에서 잘 자란다. 뿌리는 한방에서 귀중한 약재로 취급되어 백작약 뿌리는 빈혈 치료와 진통제로, 적작약 뿌리는 혈압 강하제와 해열제로 이용한다. 한국·몽골·동시베리아 등지에 분포한다.

## 재배 및 관리
정원에서 가꿀 때는 나무 밑 반그늘에 부엽토가 많이 섞인 흙을 사용해 심고, 화분에 심을 때는 깊고 큰 용기에 40퍼센트 정도의 부엽토를 섞은 산모래를 넣어 심는다. 거름기가 많은 토양에서 잘 자라므로, 화분 위에 깻묵이나 완효성 비료를 얹고 월 2회 물비료를 뿌려준다. 포기나누기를 하면 꽃이 잘 안 피므로 포기가 아주 커질 때까지 기다린다. 포기나누기 적기는 가을이다. 봄에 하면 그해에는 꽃을 보지 못할 수 있다.

## 이용
이름의 유래에서 알 수 있듯이, 마술과 같은 약효를 가진 식물이다. 하지만 서양에서는 일찍이 약용보다는 관상용으로 정원에 자리를 잡았다. 한국에서도 주로 화려한 꽃을 감상하기 위해 정원이나 화분에 심어 재배한다. 한방에서는 뿌리를 진통, 진정, 소염의 약재로 쓰며 부인병에 처방한다. 위장염과 경련성 동통에도 진통효과가 있어 많이 쓰인다. 복통·설사를 유발하는 소화장애 증상에도 유용하게 쓰인다.